# Gracilaria
Gracilaria er en slægt af rødalger (Rhodophyta), der er kendt for sin økonomiske betydning til udvindelse af agar stivelse, såvel som dens anvendelse som mad for mennesker og forskellige arter af skaldyr. Forskellige arter inden for slægten dyrkes blandt andet i Asien, Sydamerika, Afrika og Oceanien. 
I Danmark ser firmaer som Dansk Tang på muligheden for at dyrke denne tangtype. Dette er muligt, da gracilaria har gjort dens indtog i de danske fjorde i løbet af de seneste 10 år som en invasiv art. Det menes, at gracilaria er kommet til Danmark via ballastvand.